# الجمعية الدولية للتكنولوجيا في التعليم
الجمعية الدولية للتكنولوجيا في التعليم قالب:لإنج (إيست) هي منظمة غير ربحية مهنية تضم في عضويتها زعماء العالم والقادة المحتملين في تكنولوجيا التعليم. تهدف إلى توفير القيادة والخدمة لتحسين التدريس والتعلم من خلال الاستخدام الفعال للتكنولوجيا في مجال التعليم والنهوض بالمعلمين.

## وصلات خارجية
- موقع المنظمة